# حصار سيكتوار
حصار سيكتوار أو معركة سيكتوار (بالتركية: Zigetvar Kuşatması) هو حصارٌ فرضه العثمانيون على حصن سيكتوار الذي شكّل عقبةً في طريق السلطان سليمان القانوني نحو فتح فيينا عام 1566 ميلادية. وقعت المعركة بين قوات ملكية هابسبورغ المُدافعة عن حصنها بقيادة الكرواتي نِقولا سوبيك زرنسكي والقوات العثمانية الغازية بقيادة اسمية من السلطان سليمان.
أدى انتصار العثمانيين على المجريين في معركة موهاج عام 1526 إلى سلب استقلال مملكة المجر، وانتخب نبلاء بلغاريا وكرواتيا فرديناند الأول ملكاً. تبع تلك المعركة سلسلةٌ من الصراعات بين هابسبورغ وحلفائهم من جهة، والدولة العثمانية من جهة أخرى. أثقلت هذه الحروب من كاهل كلا الطرفين بعد أن تكبّدت الدولتان خسائر فادحة، وتوقفت الحملة العثمانية في بلاد المجر حتى وقوع حصار سيكتوار.
وقع حصار سيكتوار في الفترة ما بين الخامس من أغسطس والثامن من سبتمبر من عام 1566، وعلى الرغم من أنّه أسفر عن انتصار عثماني إلا أنّ كلا الطرفين عانى من خسائر ثقيلة. توفي القائدان خلال الحصار: زرنسكي خلال المعركة الأخيرة، أمّا سليمان القانوني فتوفي في خيمته لأسباب طبيعية.(4) قُتل خلال هذا الحصار أكثر من عشرين ألفاً من الجيش العثماني، بينما أُبيد الجنود المجريون عن بكرة أبيهم ولم ينجُ منهم إلا القليل. وعلى الرغم من أنّ المعركة انتهت بنصر عُثماني، إلا أنّها أوقفت مسير العثمانيين نحو فيينا في ذلك العام، ولم تُهدد العاصمة النمساوية مرة أخرى حتى معركة فيينا عام 1683.
كانت هذه المعركة ذات أهمية كبيرة لدرجة أنّ رجل الدين والدولة الفرنسي ريشيليو وصفها بأنها «المعركة التي أنقذت الحضارة».

## خلفية
خسرت القوات المجرية بقيادة لويس الثاني في معركة موهاج في 29 أغسطس 1526 أمام القوات العثمانية بقيادة السلطان سليمان القانوني. قُتل لويس في هذه المعركة ولم يكن له وريثٌ يرث حُكمه، وأصبحت كلٌ من المجر وكرواتيا مناطق مُتنازع عليها بين هابسبورغ والدولة العثمانية. تزوج فرديناند الأول الهابسبورغي - شقيق كارلوس الخامس إمبراطور الإمبراطورية الرومانية المقدسة - من شقيقة لويس الثاني، واختاره نُبلاء المجر وكرواتيا بذلك ملكاً عليهم.(5)
بات عرش المجر موضع نزاع بين فرديناند ويوحنا زابوليا من ترانسيلفانيا. كان سُليمان قد وعد زابوليا بأن يجعله حاكماً على الأراضي المجرية كافة، لكنّ فرديناند لم يرضخ لرغبة السلطان العثماني وشرع يفرض سلطته على الأراضي المجرية واستولى على بودا عام 1527، لكنّه اضطر للتخلي عن السلطة عام 1529 بعد أن قام العثمانيون بهجوم مُضاد جرّد فيردناند من جميع مكاسبه الإقليمية خلال 1527 - 1528. سار سُليمان بعد ذلك في العام نفسه حتى وصل أسوار فيينا في محاولته الأولى للسيطرة على العاصمة النمساوية، التي شكّلت الحد الأقصى الذي وصله العثمانيون في إطار توسعهم في أوروبا الوسطى.

## الحرب الصغيرة في المجر
عُرفت الفترة المُمتدة منذ عام 1529 إلى 1552 باسم «الحرب الصغيرة في المجر». فبعد فشل الحصار الذي فرضه سُليمان على فيينا عام 1529 قام فرديناند بهجوم سريع عام 1530 لاستعادة ما فقد سابقاً. استطاع زابوليا إيقاف الهجوم الذي شنّه فرديناند على بودا، لكنّ فرديناند تمكّن من الاستيلاء على مناطق أخرى، حيث سيطر على غران وعلى حصون أخرى على طول نهر الدانوب مُمتلكاً بذلك حدوداً استراتيجيةً حيويةً.
جاء رد سُليمان عام 1532 عندما خرج بجيش ضخم قوامه أكثر من 120,000 جندي لمُحاصرة فيينا من جديد. انسحب فرديناند بجيشه ولم يترك سوى 700 رجل من غير مدافع وبقليل من البنادق ليُدافعوا عن مدينة كوزيغ، وعلى الرغم أنّ الصدر الأعظم إبراهيم باشا لم يُدرك مدى قلّة المُدافعين عن المدينة من عدد وعتاد، انضم سُليمان إليه بعد بدء الحصار بقليل. صمد نقولا يوريسيتش وحاميته الصغيرة من الكروات لأكثر من خمسة وعشرين يوماً أمام تسع عشرة هجمة قام بها العثمانيون، إضافةً إلى القصف المتواصل. عُرض على المدينة نتيجةً لذلك الاستسلام بشروط مُيسرة، وعلى الرغم من رفض المدينة الاستسلام إلا أنّ العثمانيين تراجعوا عنها،(6) ممّا أدى إلى عقد مُعاهدة سلام بين سُليمان وفرديناند. اعترفت هابسبورغ بيوحنا زابوليا ملكاً على بلاد المجر باعتباره تابعاً للسلطة العثمانية.
لم تكن المعاهدة مُرضيةً لكل من زابوليا وفرديناند وبدأت جيوشهم المناوشات على طول الحدود. وفي عام 1537 هاجم فرديناند قوات زابوليا في أوسييك، الأمر الذي اعتُبر خرقاً للمعاهدة. وبذلك فرض سُليمان الحصار عليه مرةً أخرى، وكان هذا الحصار كارثةً على الهابسبورغيين مُماثلة لما حصل في معركة موهاج، حيث حطّمت القوات العثمانية النمساويين تحطيماً. وبدلاً من مُهاجمة فيينا هاجم سُليمان هذه المرة أوترانتو في جنوب إيطاليا. وانتصر العثمانيون في معركة بروزة عام 1538 وألحقوا الهزيمة بالتحالف الذي تقوده هابسبورغ من جديد.
توفي زابوليا عام 1540 وخلفه ابنه سيجسموند الذي كان لا يزال رضيعاً. تولت إيزابيلا والدة سيجسموند شؤون البلاد معظم فترة حكمه بدعم مُستمر من السلطان سُليمان. وظلّ سيجسموند ملكاً على المجر حتى تنازل عن السلطة عام 1570 وباتت المجر تحت الحكم الهابسبورغي من جديد.
ألحق سُليمان بالهابسبورغيين هزيمةً مُذلةً أخرى عندما حاصر بودا عام 1541 استجابةً لاستغاثات إيزابيلا. وفي أبريل 1543 أطلق سُليمان حملةً أخرى إلى المجر واستعاد العديد من المدن والحصون حتى أصبحت معظم الأراضي المجرية في سلطة العثمانيين. وفي أغسطس من العام نفسه نجح العثمانيون في حصار ازترغوم وأعقبوه بالاستيلاء على ثلاثة مدن مجرية: سيكشفهيرفار، وشيكلوش، وسغد ممّا وفّر حمايةً أفضل لبودا.
وُقعت اتفاقية سلام أخرى بين العثمانيين والهابسبورغيين استمرت حتى عام 1552 عندما قرر سُليمان مُهاجمة إغر. كان الحصار العثماني على إغر عقيماً وأخفق العثمانيون في السيطرة عليها ليتمكن الهابسبورغيون أخيراً من تحقيق انتصار بعد خسائرهم الإقليمية المُتواصلة. تفاءل النمساويون بصمود أغر واعتقدوا أنّ انتصارهم هناك يعكس حقيقة أنّهم قادرين على التنافس مع العثمانيين في المجر. توقفت الحملة العثمانية في المجر بعد ذلك، ولم تُستأنف حتى عام 1566.

## حملة 1566

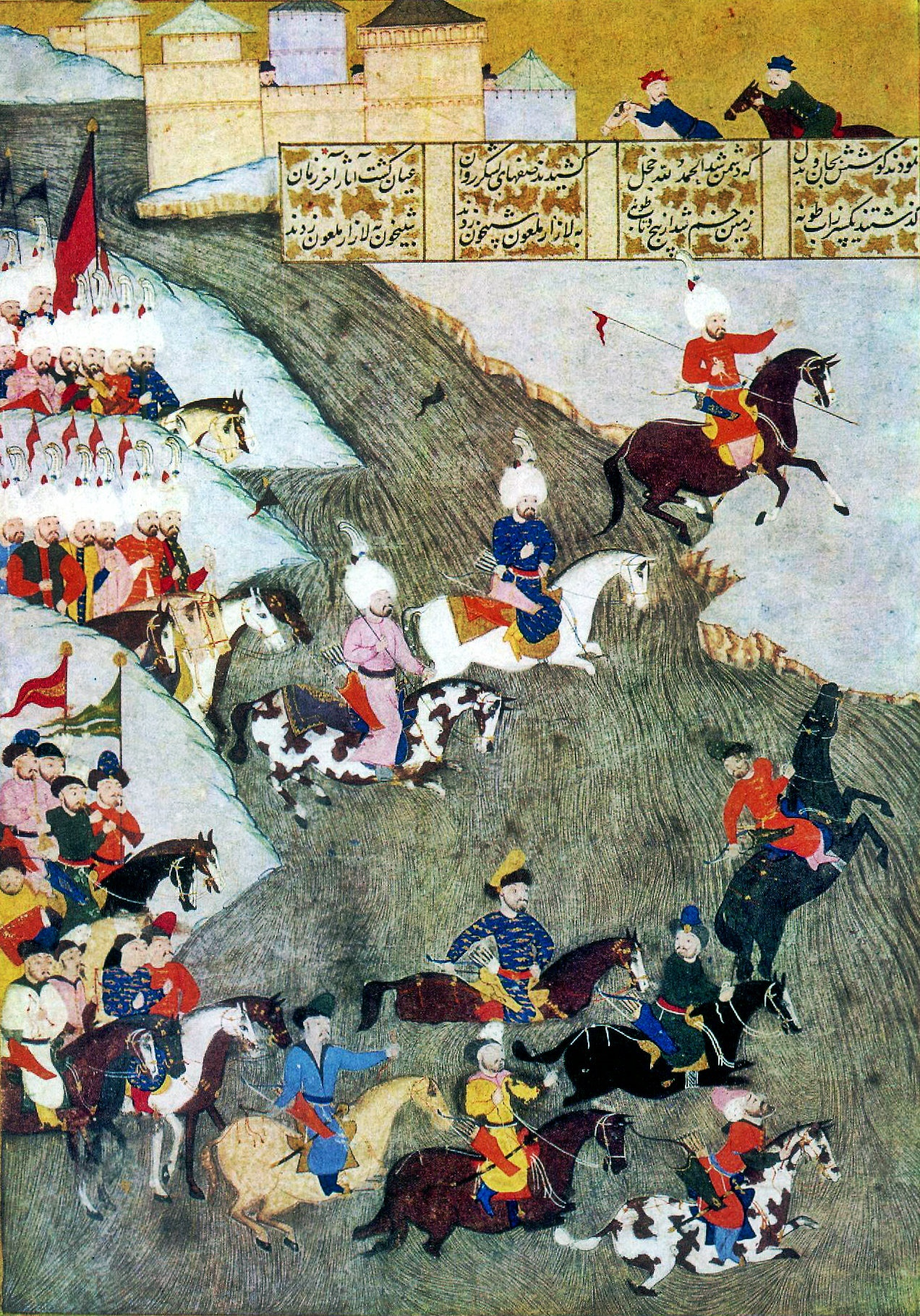
مُنمنمة عُثمانية عن حملة سيكتوار تعود إلى عام 1579.

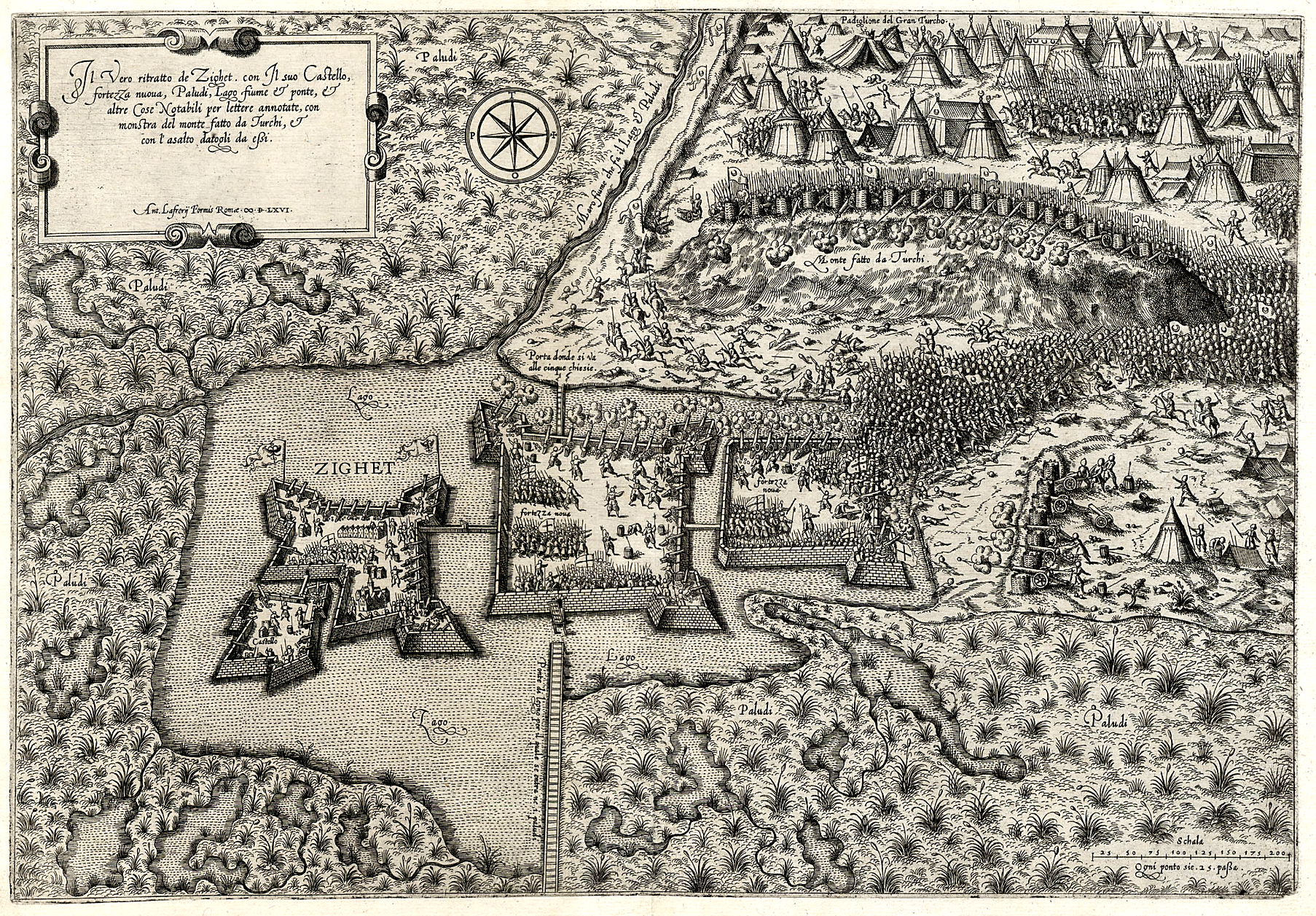
تصوير فني لمعركة سيكتوار.

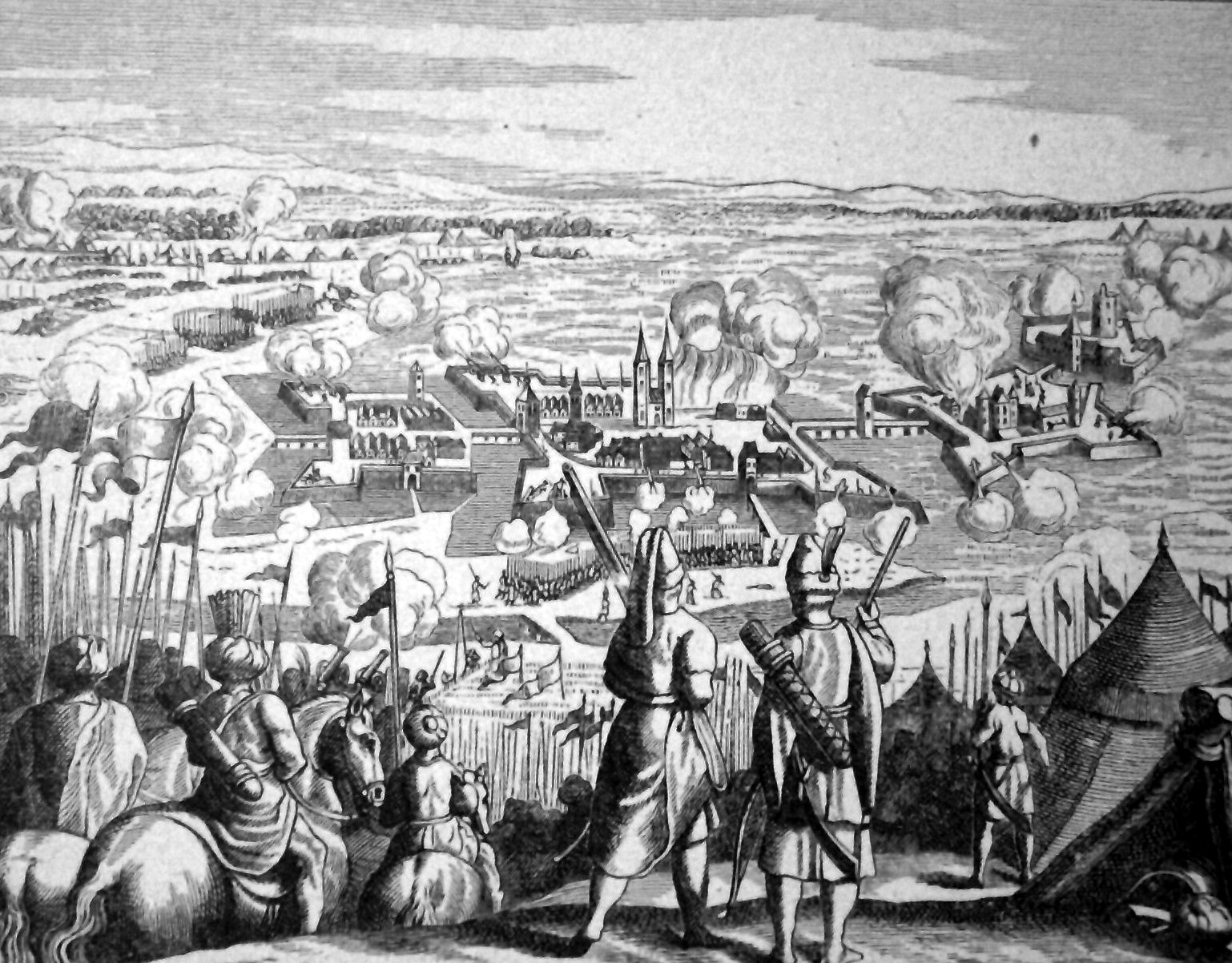
حصار قلعة سيكتوار.

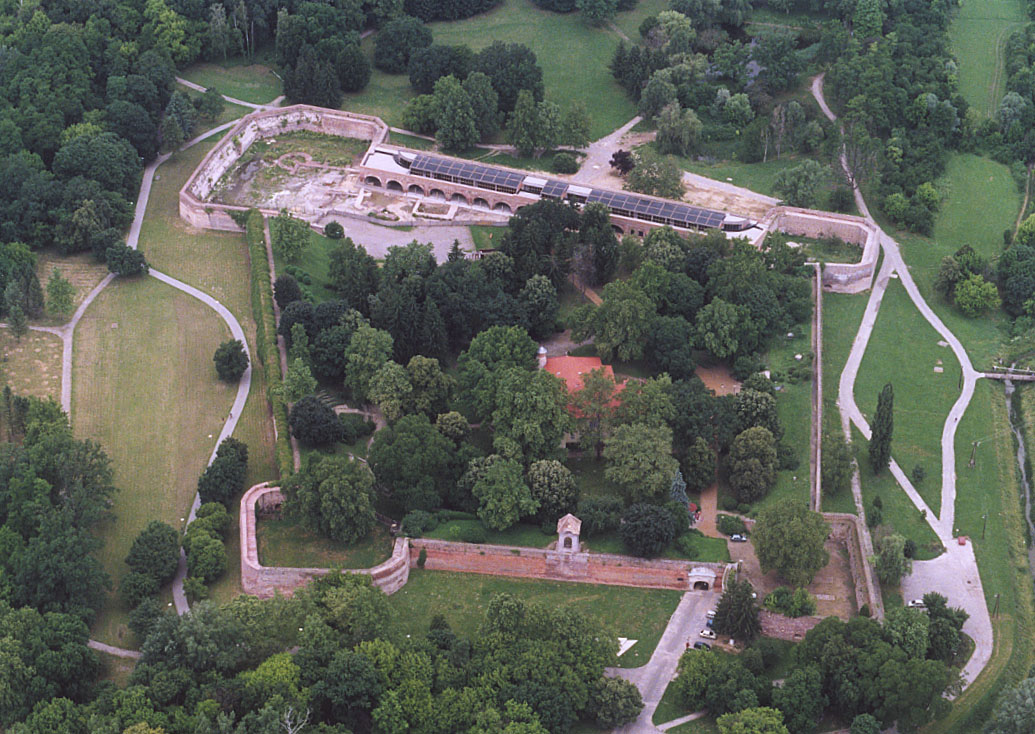
قلعة سيكتوار في الوقت الحاضر.

كان قد مرّ على حُكْم سُليمان للدولة العثمانية 46 عاماً بحلول عام 1566، العام الذي خرج فيه سُليمان للحرب للمرة الأخيرة. كان سُليمان قد بلغ 72 عاماً، وعلى الرغم من أنّه كان مُصاباً بداء النقرس لدرجة أنّه كان محمولاً على نقالة، إلّا أنّه خرج مع جيشه وكان قائداً اسمياً له، لتكون هذه الحملة الثالثة عشرة والأخيرة التي يقودها سُليمان. خرج سُليمان من إسلام بول في الأول من مايو 1566 على رأس جيش من أكبر الجيوش التي قادها في حياته. على الجانب الآخر كان الكونت نقولا سوبيك زرنسكي، وهو واحدٌ من أكبر الإقطاعيين في مملكة كرواتيا، وأحد المُخضرمين في الحروب. اشتُهر مُنذ أوائل حياته وتحديداً في حصار فيينا واتسمت حياته العسكرية بالنجاح.
وصلت قوات سُليمان بلغراد في 27 يونيو 1566 بعد مسير دام 49 يوماً، واجتمع هناك مع سيجسموند الذي كان السلطان قد وعد بجعله حاكماً على المجر. وبعد أن علم سُليمان بنجاح زرنسكي في الهجوم على المعسكر التركي في شيكلوش، قرر السلطان العثماني تأجيل هجومه على إيجر ومُهاجمة حصن زرنسكي في سيكتوار بدلاً من ذلك للتخلص من خطره.

### الحصار
وصلت قوة عُثمانية أولية إلى سيكتوار في الثاني من أغسطس 1566، واستطاع المُدافعون عن أسوار المدينة تحقيق عدة ضربات ناجحة في صفوف العثمانيين وألحقوا بهم خسائر كبيرة. وصل السلطان بقواته الرئيسية في الخامس من أغسطس ونصب خيمته الكبيرة على تلّة هناك ليكون مُطّلعاً على مُجريات المعركة. بقي سُليمان في مُعسكره طيلة المعركة، وكان يتلقّى الأخبار شفوياً من الصدر الأعظم صُقللي محمد باشا الذي كان قائد القوات العثمانية الفعلي.
وجد الكونت زرنسكي نفسه مُحاصَراً من جيش قوامه 100,000 جندي على الأقل مُزودين بمدافع قويّة. كان الكونت قد جمع قوة قوامها 2,300 جندي تقريباً من كرواتيا والمجر قبل بدء الحصار، وتألّف جيشه هذا من قواته الشخصية بالإضافة إلى قوات أصدقائه وحُلفائه. كان غالبية الجيش من الكروات، بالإضافة إلى فرقة مجرية كبيرة بعضها كانوا قادةً وبعضها كانوا جنوداً.
كانت سيكتوار مُقسمةً إلى ثلاثة أقسام تفصلها المياه عن بعضها البعض: البلدة القديمة، والبلدة الحديثة، والقلعة، ويرتبط كُل منها مع بعضها بوساطة الجسور. وعلى الرغم من أنّ القلعة الداخلية - التي تُغطي جزءاً كبيراً من مساحة القلعة في الوقت الحاضر - لم تكن موجودةً على منطقة مُرتفعة، إلا أنّه كان من غير الممكن للأعداء الوصول إليها مُباشرةً. يرجع ذلك إلى وجود سورَيْن آخريْن يتحتم على العدو تأمينهما قبل أن يتمكن من الهجوم على القلعة الداخلية.
رأى السلطان سُليمان عندما وقف أمام القلعة قطعة قُماش حمراء مُعلقة على جدرانها كأنّ الأمر استقبالٌ احتفالي، وأطلق مدفعٌ كبيرٌ وحيدٌ قذيفةً واحدةً لتحيّة الملك المُحارب العظيم. بدأ الحصار فعلياً في السادس من أغسطس عندما أمر السلطان بهجوم عام على الأسوار، لكنّ المُدافعين تمكنوا من صده بنجاح. وعلى الرغم من قلة عدد المُدافعين عن المدينة وكثرة الجيش العُثماني إلا أنّ الجيش الإمبراطوري في فيينا لم يُرسل أيّ تعزيزات لهم. وبعد حوالي الشهر من الصراع الدموي المُضني تراجعت القلّة المُتبقية من المُدافعين عن المدينة إلى البلدة القديمة للمواجهة الأخيرة. حاول السلطان إغراء زرنسكي للاستسلام، حتى أنّه عرض عليه في نهاية المطاف حُكْم كرواتيا تحت السلطة العُثمانية، لكنّ زرنسكي لم يردّ على السلطان واستمر في القتال.
بدا سقوط المدينة أمراً حتمياً لا مفرّ منه لكنّ القيادة العُثمانية العُليا كانت مُترددة. توفي سُليمان في خيمته في الخامس أو السادس أو السابع من سبتمبر، وبذل من حوله جُهداً عظيماً في إبقاء وفاة السلطان سراً، ولم يعلم برحيله سوى أقرب المُقربين إليه. أُرسل من المُخيم ساعٍ حاملاً رسالةً لسليم الثاني خليفة سُليمان، ومن الممكن أنّ الساعي نفسه لم يكن على علم بفحوى الرسالة التي حملها ثمانية أيام حتى وصل آسيا الصغرى.

### المعركة الأخيرة

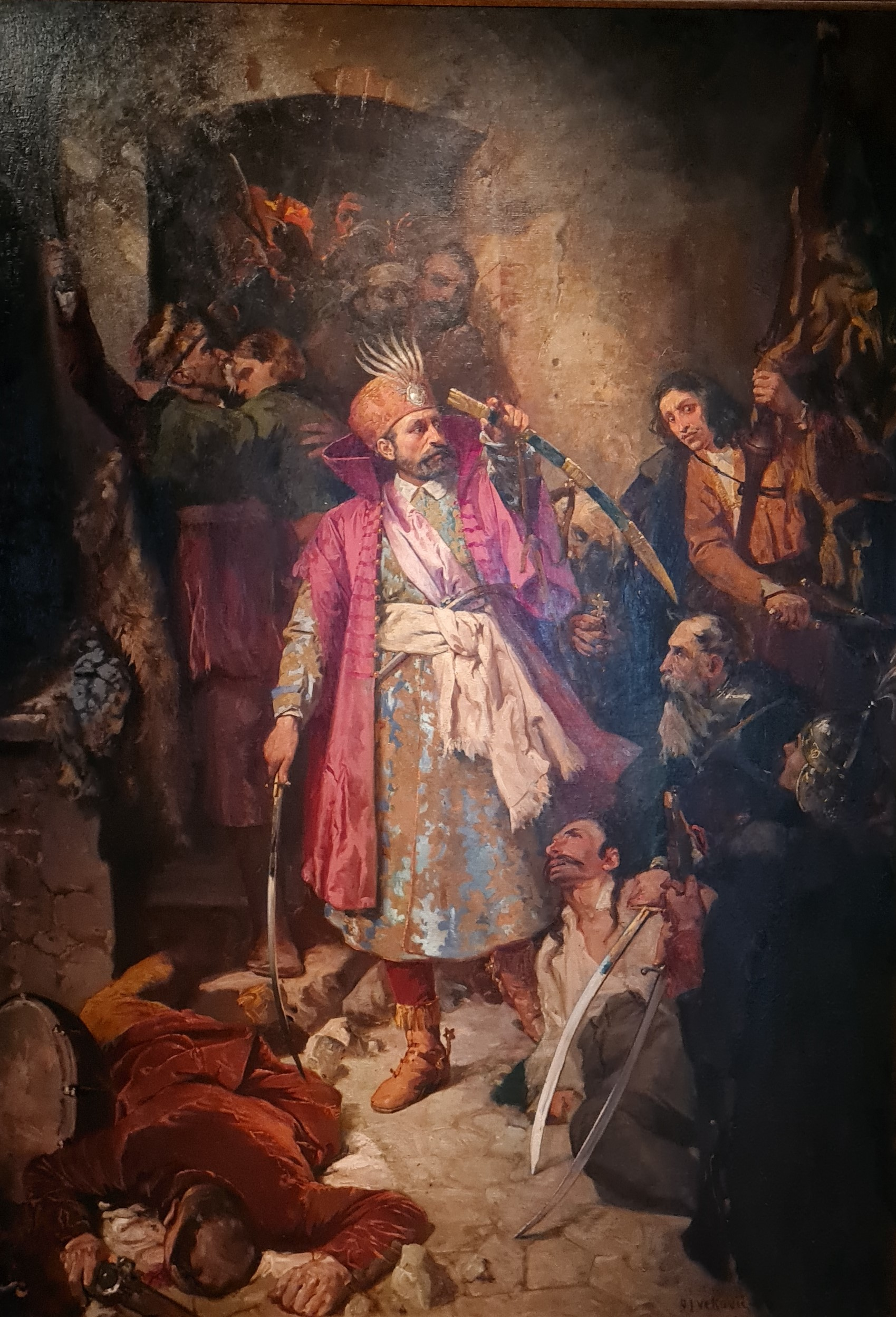
زرنسكي يتجهز للمعركة الأخيرة، بريشة أوتون إيفيكوفيتش.

بدأت المعركة الأخيرة في السابع من سبتمبر، اليوم الذي تلا وفاة السلطان على الأغلب. كانت جُدران القلعة قد أصبحت أنقاضاً بحلول ذلك الوقت بعد أن لُغّمت بالمُتفجرات وانتشرت النيران بعد أن أُحرقت الأخشاب في زوايا الجدران. وفي صباح اليوم التالي بدأ الهجوم الشامل على المدينة بوابلٍ من النيران الإغريقية وقصف المدافع.(7) وبعد ذلك بقليل أُضرمت النيران في القلعة آخر المعاقل المُتبقية في سيكتوار وتساقط الرماد على مسكن الكونت زرنسكي.
تدفق الجيش العُثماني داخل المدينة قارعين الطبول، واستعد زرنسكي لمهمته الأخيرة مُخاطباً قواته المُتبقية:
| حصار سيكتوار | دعونا نخرج من هذا المكان المُحترق إلى العلن ونقف في وجه أعدائنا. من يموت سيكون مع الرب، ومن لا يموت سيُكرم اسمه. أنا سأذهب أولاً، وأنتم افعلوا ما ترونني فاعل. وليكن الرب شاهداً على ما أقول: أنا لن أترككم أبداً يا إخواني وفرساني!... | حصار سيكتوار |

لم يسمح زرنسكي للعُثمانيين باقتحام القلعة. وبينما كان العُثمانيون يتقدمون سائرين على جسر ضيّق فتح المُدافعون البوابات فجأةً وأطلقوا قذيفةً كبيرةً مُحمّلةً بحديد مكسور قتلت 600 جندي. قاد زرنسكي بعد ذلك الجنود الستمائة المُتبقيين إلى خارج القلعة. أُصيب زرنسكي بطلقتين ناريتين في صدره وقُتل بعد ذلك بقليل نتيجة إصابته بسهم في رأسه، وتراجعت بعضٌ من قواته إلى القلعة مرةً أخرى.
استولى العُثمانيون أخيراً على القلعة بعد ذلك وقتلوا مُعظم من كان داخلها. استثنى الإنكشارية من ذلك قليلاً من الجنود لأنهم كانوا مُعجبين بشجاعتهم، ونجح سبعة جنود فقط في الفرار من قبضة العُثمانيين. قُطع رأس جُثة زرنسكي وسيق رأسه إلى الإمبراطور، في حين دفن أحد الأتراك الذين كانوا أسرى عنده جسده بعد أن تلقى منه مُعاملةً حسنةً.

### انفجار مخزن البارود
أمر زرنسكي بإشعال فتيل في مخزن البارود قبل خروجه مع من تبقى للمرة الأخيرة.(8) تدفق العُثمانيون بعد أن انتصروا إلى داخل القلعة وساروا بين أنقاض المدينة دون أن يعلموا بذلك فهلك الآلاف منهم عندما انفجر مخزن القلعة.
وبينما كان الصدر الأعظم محمد باشا وجنوده يبحثون عن الغنائم ويستجوبون الناجين أخبرهم أحدهم بالفخ الذي نصبه زرنسكي لهم قبل وفاته. أخبر هذا الأسير محمد باشا بأنّ هناك مخزنٌ للبارود على وشك الانفجار من تحت أقدامه، فقرّ الوزير الأعظم ومن كان معه من الضُباط لكنّ الوقت لم يُسعف الجميع ولقي 3,000 جندي حتفهم نتيجة الانفجار.

## ما بعد المعركة

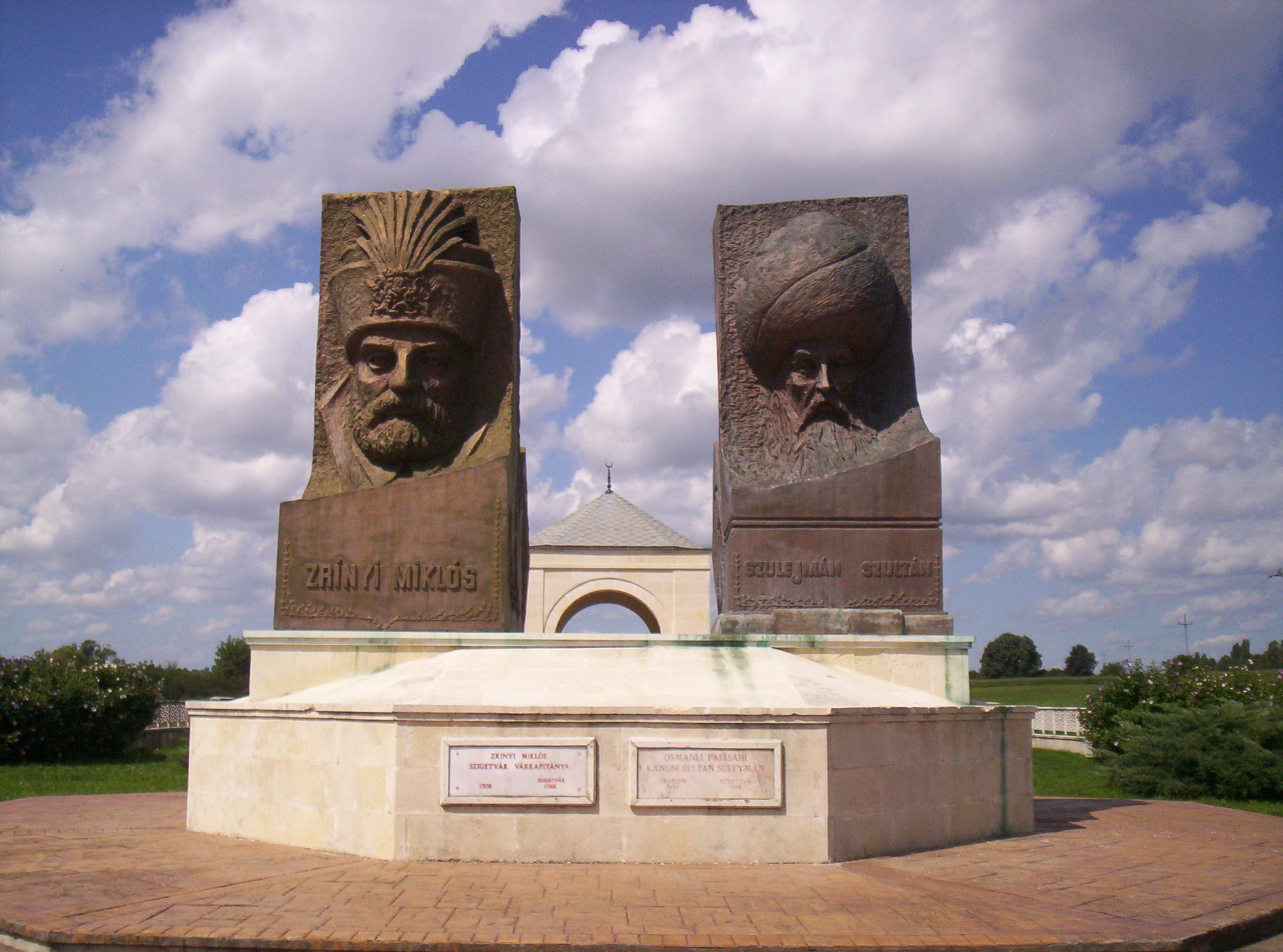
حديقة الصداقة التركية الهنغارية في سيكتوار.

كان جميع جنود زرنسكي قد قُتلوا تقريباً بعد نهاية المعركة الأخيرة، ولم يسلم العثمانيون أيضاً من الخسائر الثقيلة، حيث قُتل ثلاثة باشاوات، وسبعة آلاف انكشاري وحوالي ثمانية وعشرين ألف جُندي آخر. علماً بأنّ المصادر تتباين في عدد القتلى من الجيش العُثماني حيث تتراوح التقديرات بين 20,000 و35,000.
نشر محمد باشا بعد نهاية المعركة منشوراتٍ باسم السلطان أعلن فيها النصر. كما أعلن أسف السلطان على عدم قدرته على الاستمرار مع هذه الحملة الناجحة نظراً إلى وضعه الصحي الراهن. أُعيد جسد السلطان إلى العاصمة إسلام بول بينما تظاهر المسؤولون الذين علموا بوفاته بالتواصل معه. تذكر المصادر التركية أنّ هذا الوضع استمر ثلاثة أسابيع، وأنّ طبيب السلطان الشخصي حُبس كإجراء احترازي.
كان للرحلة الطويلة والحصار أثراً سلبياً على صحة السلطان على الأرجح. أدت وفاة سُليمان إلى تأجيل تقدم العُثمانيين، حيث تحتّم على الصدر الأعظم العودة إلى العاصمة العُثمانية لحضور مراسم تتويج الخليفة الجديد سليم الثاني. وحتى لو قُدّر لسُليمان أن يعيش فإنّ جيشه ما كان ليُحقق الكثير في الفترة ما بين سقوط سيكتوار وبدء فصل الشتاء لضيق الوقت. لذا فإنّ السبب الأساسي لتأجيل مسير العُثمانيين نحو فيينا كان مُقاومة سيكتوار التي دامت طويلاً.
أرسل الإمبراطور الروماني ماكسيميليان الثاني إلى العُثمانيين سفيرين أحدهما كرواتي والآخر ستيري. وصل السفيران إلى العاصمة إسلام بول في 26 أغسطس 1567 واستُقبلوا استقبالاً حسناً من السلطان سليم الثاني. توصل الطرفان فيما بعد إلى اتفاقية أنهت حالة الحرب بين الإمبراطوريتين العُثمانية والنمساوية في 17 فبراير 1568 بعد مرور خمسة أشهر من المُفاوضات مع صُقللي محمد باشا. وُقعت معاهدة أدرنة في 21 فبراير 1568، وتضمنت موافقة السلطان سليم الثاني على الهدنة لمدة ثماني سنوات، رغمَ أنّها في الحقيقة جلبت سلاماً نسبياً ساد خمساً وعشرين سنة بين الإمبراطوريتين حتى حلول الحرب الطويلة عام 1591. كما كانت هذه الهدنة مشروطةً بموافقة ماكسيميليان على دفع جزية سنوية مقدارها ثلاثين ألف دوقت.

## هوامش
- 1 على الرغم من انتصار العُثمانيين في المعركة، إلّا أنّ النتيجة قد يُنظر إليها على أنّها نصر باهظ الثمن، وذلك بسبب الخسائر الكبيرة في صفوف الجيش العُثماني وكذلك وفاة السلطان سليمان القانوني. بالإضافة إلى تأجيل مسيرة الجيش نحو فيينا وتعليق التوسع العُثماني في أوروبا.
- 2 من المُرجح أنّ الرقم 300,000 الذي ذكره بعض المؤرخين مُبالغ فيه. حيث يميل بعض المؤرخين إلى المُبالغة في أعداد العُثمانيين لإظهار شجاعة المُدافعين في سيكتوار. وعلى الرغم من أنّ السلطان سُليمان خرج من إسلام بول بالفعل في 1 مايو 1566 على رأس أحد أكبر الجيوش التي قادها في حياته، لكنّ عددهم كان أقرب إلى المائة ألف على الأرجح.
- 3 كانت غالبية المُدافعين عن المدينة من الكروات، حيث ورد ذلك بشكل واضح في التقرير الذي كتبه أحد جنود زرنسكي الناجين مُباشرةً بعد انتهاء الحصار، بالإضافة إلى العديد من الأعمال الأخرى التي كُتبت فيما بعد والتي ذكرت أنّ غالبية الجنود كانوا من الكروات.
- 4 وفاة سُليمان في خيمته على التل لأسباب طبيعية قبل حسم الانتصار هي الرواية المُسلم بها عموماً. لكنّ بعض المؤرخين يُخالف هذه الرواية: فيذكر جورج نافزيجر أنّ وفاة سُليمان كانت نتيجة أزمة قلبية أصيب السلطان بها عندما وصله خبر انتصار جيشه، أمّا ستيفن تيرنبول فيقول أنّ وفاة سُليمان كانت علي يدي زرنسكي.
- 5 انتخب النبلاء الكروات في الأول من يناير 1527 فرديناند الأول ملكاً عليهم وأعطوا حق الخلافة له ولورثته. بالمقابل وعدهم فرديناند بالحفاظ على حقوقهم التاريخية وحرياتهم وقوانينهم وأعرافهم والدفاع عنهم أمام الغزو العُثماني.
- 6 وفقاً لستيفن تيرنبول، كانت الشروط التي عُرضت على المدينة شروطاً اسمية. حيث أنّ دخول القلعة سيكون من قبل قوة عُثمانية رمزية فقط ترفع علم بلادها على القلعة. لكنّ سُليمان قفل عائداً على أي حال بعد أن بدأت تتساقط أمطار أغسطس، ولم يُكمل مسيره إلى فيينا.
- 7 وفقاً لروبرت ويليام فريزر، أُطلق على القلعة أكثر من عشرة آلاف قذيفة مدفع كبيرة خلال الحصار.
- 8 وفقاً لفرانسيس ليبر، انفجار مخزن البارود هو محل خلاف إلى حد ما.

## وصلات خارجية
- (بالإنجليزية) إمبراطورية هابسبورغ